# Heilig-Hartkapel (Simpelveld)

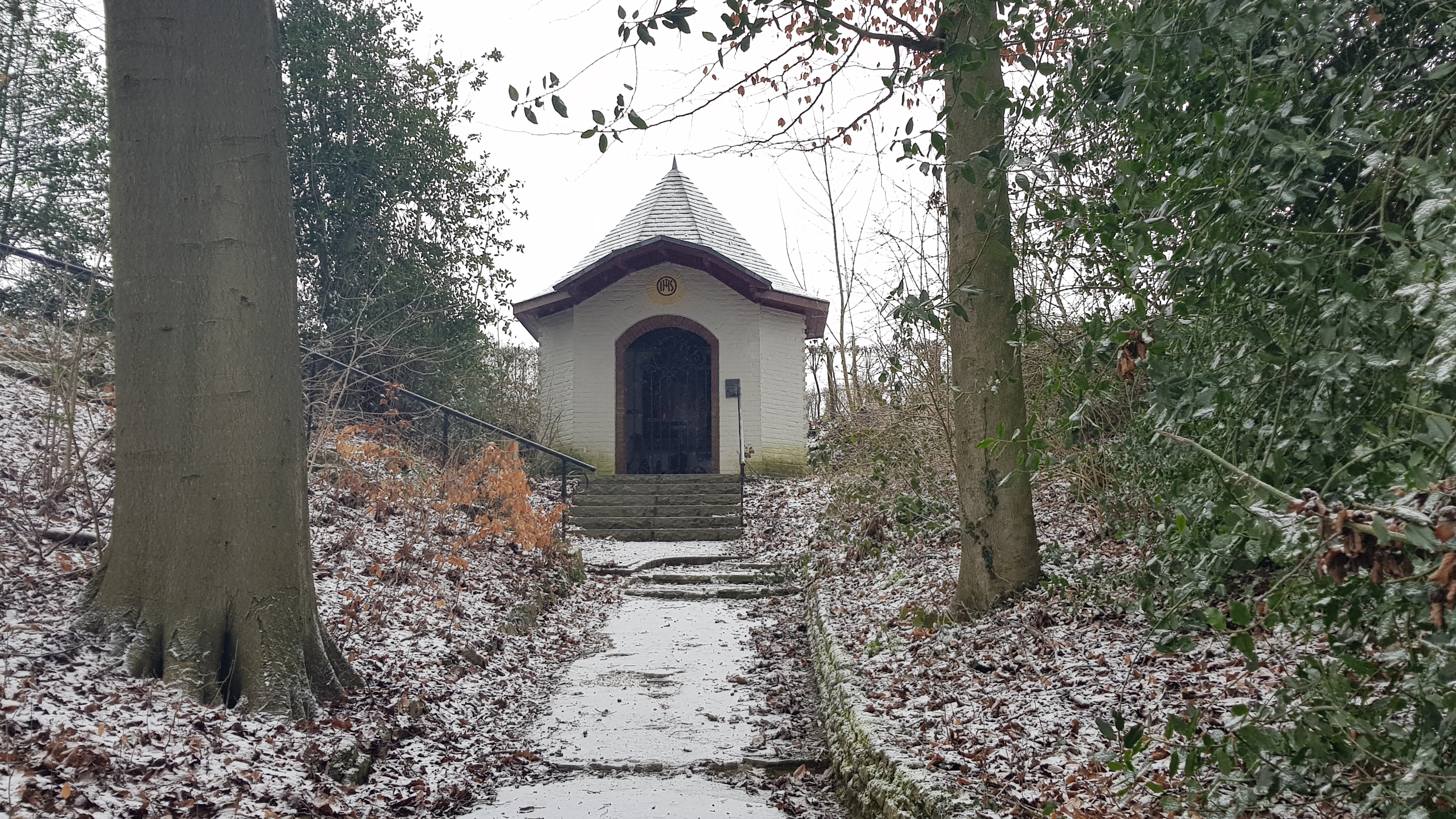
De Heilig-Hartkapel

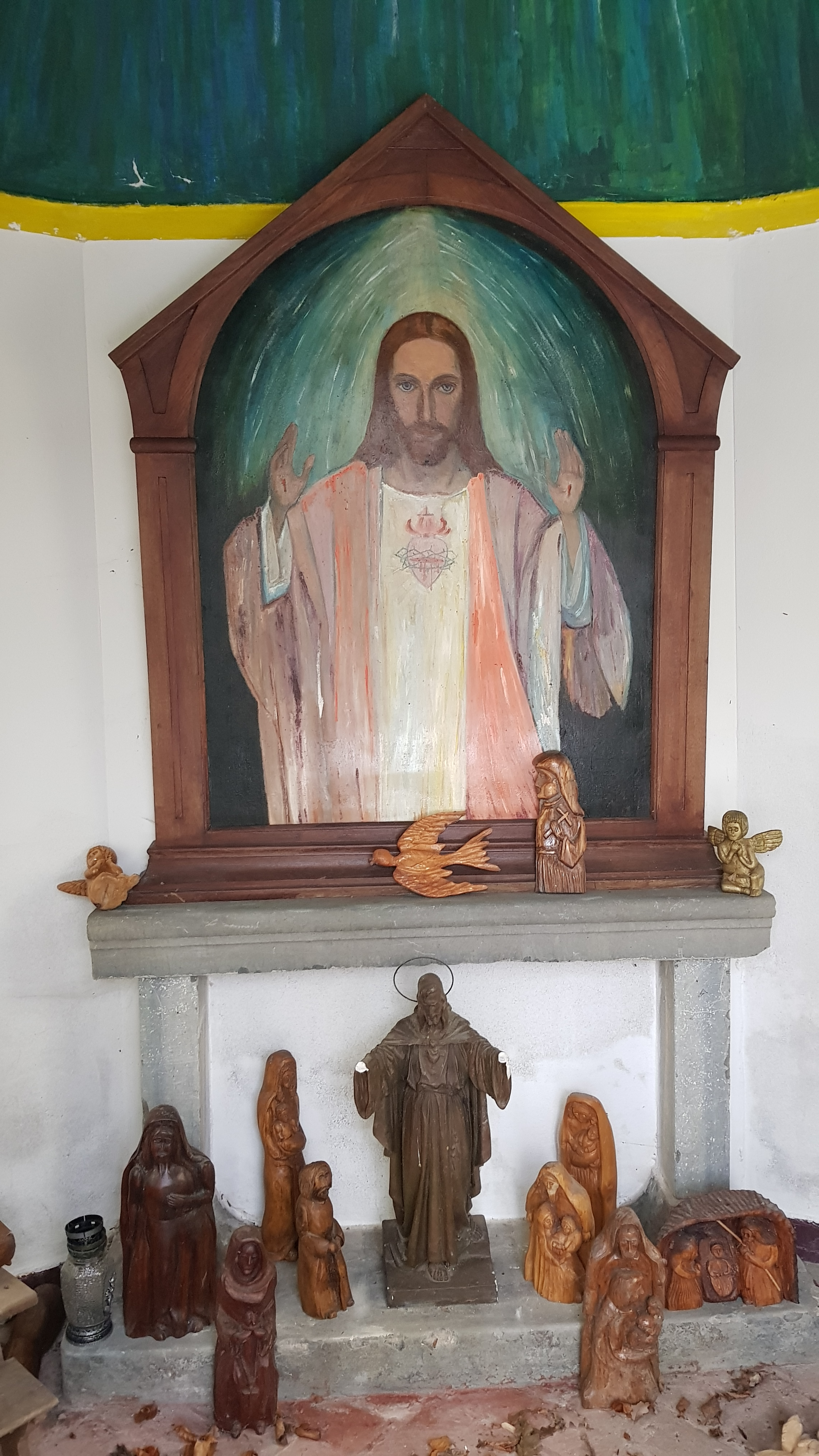
Interieur

De Heilig-Hartkapel is een kapel in Simpelveld in de Nederlands Zuid-Limburgse gemeente Simpelveld. De kapel staat ten oosten van het centrum van Simpelveld aan de noordrand van het Hellingbos. Op ongeveer 75 meter naar het zuidoosten staat de Lourdesgrot.
De kapel is gewijd aan het Heilig Hart van Jezus.

## Geschiedenis
Tegen het einde van 19e eeuw werd de kapel gebouwd.
In 1926 werd de kapel door vandalen in brand gestoken en nadien weer helemaal hersteld.
In 2009 werd de kapel gerestaureerd na in de eerdere jaren in verval te zijn geraakt.
In 2018 werd de kapel beschadigd door vandalen.

## Bouwwerk
De wit geschilderde bakstenen kapel is opgetrokken op een achthoekig plattegrond en wordt gedekt door een overstekend tentdak van leien (vroeger bituineuze dakleren bekleding). Boven de ingang is afdakje aangebracht. Op de top van de kapel stond vroeger een kruis, maar met de restauratie kreeg de kapel een piron. In twee van de wanden is een segmentboogvormig venster met glas-in-lood aangebracht. De ingang heeft een segmentboog die wordt afgesloten met een smeedijzeren hekwerk en erboven is een reliëf met stralenkrans aangebracht met de tekst (en kruisje boven de middelste letter):

IHS(In Hoc Signum, In Dit Teken)

Van binnen is de kapel gestuukt en wit geschilderd. Tegen de achterwand is een hardstenen altaar gemetseld. Boven het altaar is een houten boog aangebracht die aan de binnenzijde halfrond is en aan de buitenzijde als het profiel van een zadeldak. Binnen deze houten boog is een schildering aangebracht die Jezus weergeeft met beide handen zegenend geheven met tekenen van stigmata en op de borst het vlammend Heilig Hart zichtbaar. Het plafond is blauw geschilderd met in het midden een oranje cirkel met witte duif.